# Kitawaki Kenji
Kitawaki Kenji (北脇健慈 Kitawaki, Kenji, sinh ngày 15 tháng 9 năm 1991 ở Tama, Tokyo) là một cầu thủ bóng đá người Nhật Bản thi đấu cho YSCC Yokohama.

## Thống kê câu lạc bộ
Cập nhật đến ngày 23 tháng 2 năm 2018.
| Thành tích câu lạc bộ | Thành tích câu lạc bộ | Thành tích câu lạc bộ | Giải vô địch | Giải vô địch | Cúp                   | Cúp                   | Tổng cộng | Tổng cộng |
| Mùa giải              | Câu lạc bộ            | Giải vô địch          | Số trận      | Bàn thắng    | Số trận               | Bàn thắng             | Số trận   | Bàn thắng |
| Nhật Bản              | Nhật Bản              | Nhật Bản              | Giải vô địch | Giải vô địch | Cúp Hoàng đế Nhật Bản | Cúp Hoàng đế Nhật Bản | Tổng cộng | Tổng cộng |
| --------------------- | --------------------- | --------------------- | ------------ | ------------ | --------------------- | --------------------- | --------- | --------- |
| 2014                  | Tokyo Verdy           | J2 League             | 3            | 1            | 0                     | 0                     | 3         | 1         |
| 2015                  | Tokyo Verdy           | J2 League             | 1            | 0            | –                     | –                     | 1         | 0         |
| 2015                  | Suzuka Unlimited FC   | JRL (Tokai)           | 5            | 3            | –                     | –                     | 5         | 3         |
| 2016                  | Tokyo Verdy           | J2 League             | 15           | 1            | 2                     | 0                     | 17        | 1         |
| 2017                  | YSCC Yokohama         | J3 League             | 17           | 2            | 0                     | 0                     | 17        | 2         |
| Tổng cộng sự nghiệp   | Tổng cộng sự nghiệp   | Tổng cộng sự nghiệp   | 41           | 7            | 2                     | 0                     | 43        | 7         |